# Attalea teixeirana
Attalea teixeirana är en enhjärtbladig växtart som först beskrevs av Gregório Gregorievich Bondar, och fick sitt nu gällande namn av Scott Zona. Attalea teixeirana ingår i släktet Attalea och familjen Arecaceae. Inga underarter finns listade i Catalogue of Life.